# Har Rakafot
Har Rakafot (hebrejsky: הר רקפות) je vrch o nadmořské výšce 591 metrů v severním Izraeli, v Horní Galileji.
Nachází se přímo v prostoru města Ma'alot-Taršicha. Má podobu pahorku, který vystupuje v centrální části města. Jeho svahy i vrcholové partie jsou zcela pokryty zástavbou čtvrtí Keren ha-Jesod a ha-Rišonim. Na východní straně terén prudce klesá do údolí vádí Nachal Peki'in s umělou vodní nádrží Agam Montfort. Jde o jeden z několika podobných pahorků, na nichž se město Ma'alot-Taršicha rozkládá. Na jih odtud je to Har Mejchal, na jihozápadě Har Me'ona.